# M7グレネードランチャー
M7グレネードランチャー（M7 grenade launcher）は、M1ガーランド小銃用に開発された22mm ソケット型小銃擲弾発射器である。第二次世界大戦や朝鮮戦争で広く使われた。制式名称はRifle Grenade Launcher, M7（M7小銃擲弾発射器）。発射には空包を用いる。通常の手榴弾の投擲可能距離は30m程度だったが、M7発射器を使用した場合の射程は350m程度だったとされる。

## 開発
1941年にアメリカが第二次世界大戦に参戦した時、アメリカ全軍においてマークII手榴弾が標準手榴弾として配備されていた。マークII手榴弾の投擲可能距離は最大でも32m程度で、その構造から装甲目標への有効な攻撃手段とは成り得なかった。さらに、投擲物として適正な重量に抑えるべく炸薬の量も限られており、炸裂時の致死半径は5.5m程度だったという。米軍では、こうした手榴弾の欠点を補うべく小銃擲弾発射器の開発を進め、M1903小銃向けのM1 グレネードランチャーとM1917小銃向けのM2 グレネードランチャーを開発した。1943年、陸軍では全部隊の標準歩兵銃をM1小銃に更新し、M1903小銃やM1917小銃はごく少数のみが残された。これを受けていくつかの改良を加え、より重い擲弾をより遠くへ飛ばせるように設計されたM1小銃向け小銃擲弾発射器がM7 グレネードランチャーである。M7 グレネードランチャー用擲弾の致死半径は10m程度であったとされる。1943年に採用され生産が始まった。

## 構造・設計詳細
M7 グレネードランチャーは筒型の装置であり、一端をM1小銃の銃口に取り付け、着剣装置を用いて固定する。そして、反対側に固定用クリップ付きの円筒形擲弾を差し込むが、この差込部に刻まれている溝は射程の目安を示しており、深く差し込むほど長射程が期待できる。差し込み部の先端にはばね環が取り付けられ、擲弾の抜け止めとして機能した。M1小銃のガスチューブ先端プラグは専用のものに交換され、グレネードランチャー未装着時には通常のセミオート射撃を行えるが、装着するとグレネードランチャー側に設けられたピンがプラグ内部のバルブを押し、ガスピストンの先端に蓋をするように切り替えて発射ガスの流入を防ぎ、単発射撃のみできる状態になる。この機能によって、重い擲弾を撃ち出すために通常よりも高圧になった発射ガスが、機関部を激しく動かしてダメージを与えることを防ぐ。発射には専用の高圧空包弾であるM3弾を使用する。M3弾は銃本体へのダメージが大きく、使用時には先述の通りM1小銃の半自動装填機能を無効化する必要があったため、M7 グレネードランチャー用の小銃は、他の小銃と区別されていた。ただし、緊急時には通常のM1小銃にM7 グレネードランチャーを装着して使用する事もあった。弾頭は通常の擲弾のほか、対装甲弾・発煙弾などいくつかのバリエーションがあり、また、通常の手榴弾に取り付けて擲弾の代用とするアダプターも存在する。通常、1個小銃分隊あたり3つのM7 グレネードランチャーが配備されていた。M7A1からM7A3までの改良型が存在する。
M7 グレネードランチャーには発射器本体の他にいくつかの付属品が存在する。M15補助照準器（M15 auxiliary sight）は銃床左側面に取り付け、曲射時の照準に用いる。台尻に取り付けるゴム製のクッションも存在する。
M1カービン用の小銃擲弾発射器、M8 グレネードランチャーはM7 グレネードランチャーとほぼ同一の構造を有している。発射にはM6擲弾用空包を用いる。